# آاگ یوت.۱

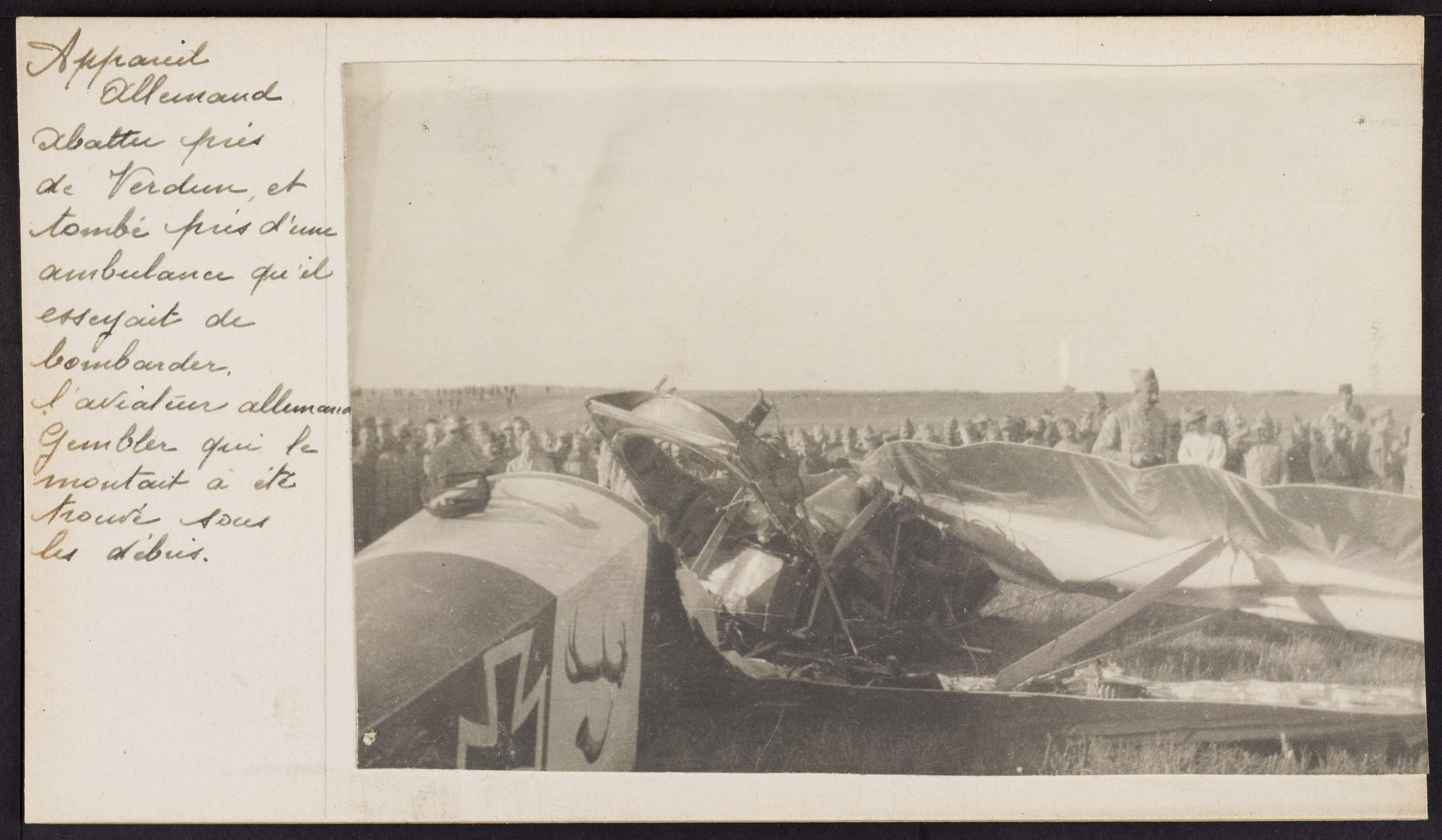
هواگرد

آاگ یوت.۱ (به انگلیسی: AEG J.I) یک هواگرد ساختِ کارخانهٔ آاگ در کشور آلمان است که در سال ۱۹۱۷-۱۹۱۸ ساخته شد. نخستین استفاده‌کنندهٔ این هواپیما لوفت‌اشترایت‌کرفته بوده‌است.